# Call of Duty: Modern Warfare: Mobilized
Call of Duty: Modern Warfare — Mobilized — игра в жанре шутер от первого лица, разработанная эксклюзивно для портативной игровой консоли Nintendo DS. Игра является спин-оффом Call of Duty: Modern Warfare 2. Call of Duty: Modern Warfare — Mobilized была выпущена компанией Activision 10 ноября 2009 года.

## Об игре

Скриншот Mobilized

Call of Duty: Modern Warfare — Mobilized имеет схожий геймплей с другими играми серии Call of Duty, ранее выходивших на Nintendo DS. В отличие от Call of Duty: Modern Warfare 2 Mobilized несколько другой сюжет, дополнительное оружие и транспортные средства и новые мини-игры.
Mobilized имеет мультиплеер, рассчитанный на шесть человек. Он включает режимы ранее не появлявшиеся в серии Call of Duty: это «саботаж», «выживание» и «аркадный» режим, для доступа к которому игроку необходимо пройти всю одиночную кампанию.
Игра имеет абсолютно другой интерфейс, отличающийся от Modern Warfare 2. Также в Mobilized, по сравнению с другими играми Call of Duty для DS, улучшены управление и уровень искусственного интеллекта врагов.

## Отзывы
| Сводный рейтинг    | Сводный рейтинг |
| Агрегатор          | Оценка          |
| ------------------ | --------------- |
| GameRankings       | 74,50 %         |
| Metacritic         | 73 %            |
| Иноязычные издания |                 |
| Издание            | Оценка          |
| 1UP.com            | B               |
| Game Informer      | 6,5/10          |
| GamesRadar+        | 6,0/10          |
| GameZone           | 8,5/10          |
| IGN                | 8,0/10          |
| ONM                | 8,0/10          |

Игра получила положительные отзывы от игровых обозревателей. Рейтинг Call of Duty: Modern Warfare — Mobilized на агрегаторе Metacritic составляет 73 %, хотя этот рейтинг значительно ниже тех, что были присвоены Call of Duty: Modern Warfare 2.